# Porsche Carrera GT
La Porsche Carrera GT è una roadster a propulsore centrale ad alte prestazioni, prodotta dalla casa automobilistica tedesca Porsche dal 2003 al 2006.

## Sviluppo e caratteristiche principali

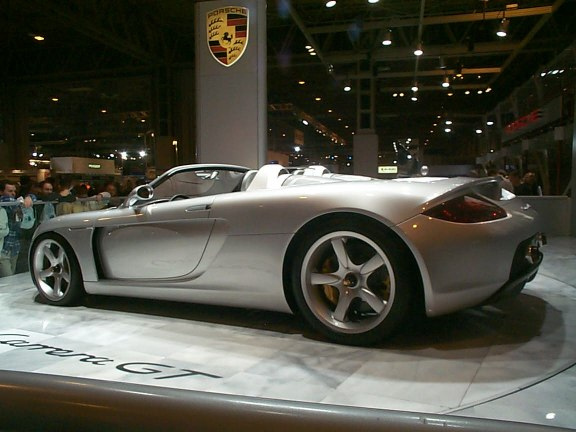
La concept car del 2000

La Carrera GT è il primo modello della casa di Stoccarda denominato Carrera, in ricordo del 3º posto assoluto conquistato nella Carrera Messicana del 1954. Peraltro tale termine era stato precedentemente utilizzato nella denominazione della Porsche 911 che infatti, sino alla 997, essa esibiva al posteriore su tutte le proprie versioni aspirate (tranne le GT3). La sigla GT sta per Gran Turismo.
La presentazione, anche se soltanto a livello di concept car, avvenne al salone dell'automobile di Ginevra nel 2000 ma la produzione iniziò soltanto nel 2003.
La vettura, che dispone di due posti secchi e di un piccolo bagagliaio anteriore, è mossa da un motore V10 di 5,7 litri di cilindrata da 450 kW (612 CV), il più grande e potente allora mai costruito dalla Porsche. Tale motore avrebbe dovuto essere utilizzato nelle gare automobilistiche di durata per sport prototipo LMP1, perché era stato concepito per equipaggiare una vettura destinata a gareggiare alla 24 Ore di Le Mans in sostituzione della non più competitiva 911 GT1/98, ma quando il prototipo (denominato Porsche 9R3) era ancora nelle fasi iniziali dello sviluppo si decise di non portarlo in gara perché la Casa di Stoccarda preferì dirottare i propri sforzi sulla realizzazione del SUV Cayenne, costruito in joint venture con il gruppo Volkswagen/Audi: infatti, secondo alcune fonti, l'allora presidente della Volkswagen Ferdinand Piëch non avrebbe voluto che Porsche facesse concorrenza all'Audi R8 Sport nell'edizione del 2000 della 24 Ore.

Pertanto si pensò di riutilizzare tale propulsore nell'ambito di una vettura stradale sportiva da produrre in piccola serie, un po' come era avvenuto nel 1986 per la Porsche 959, che infatti fu una sorta di vettura-laboratorio, oltre che vetrina per il marchio Porsche.

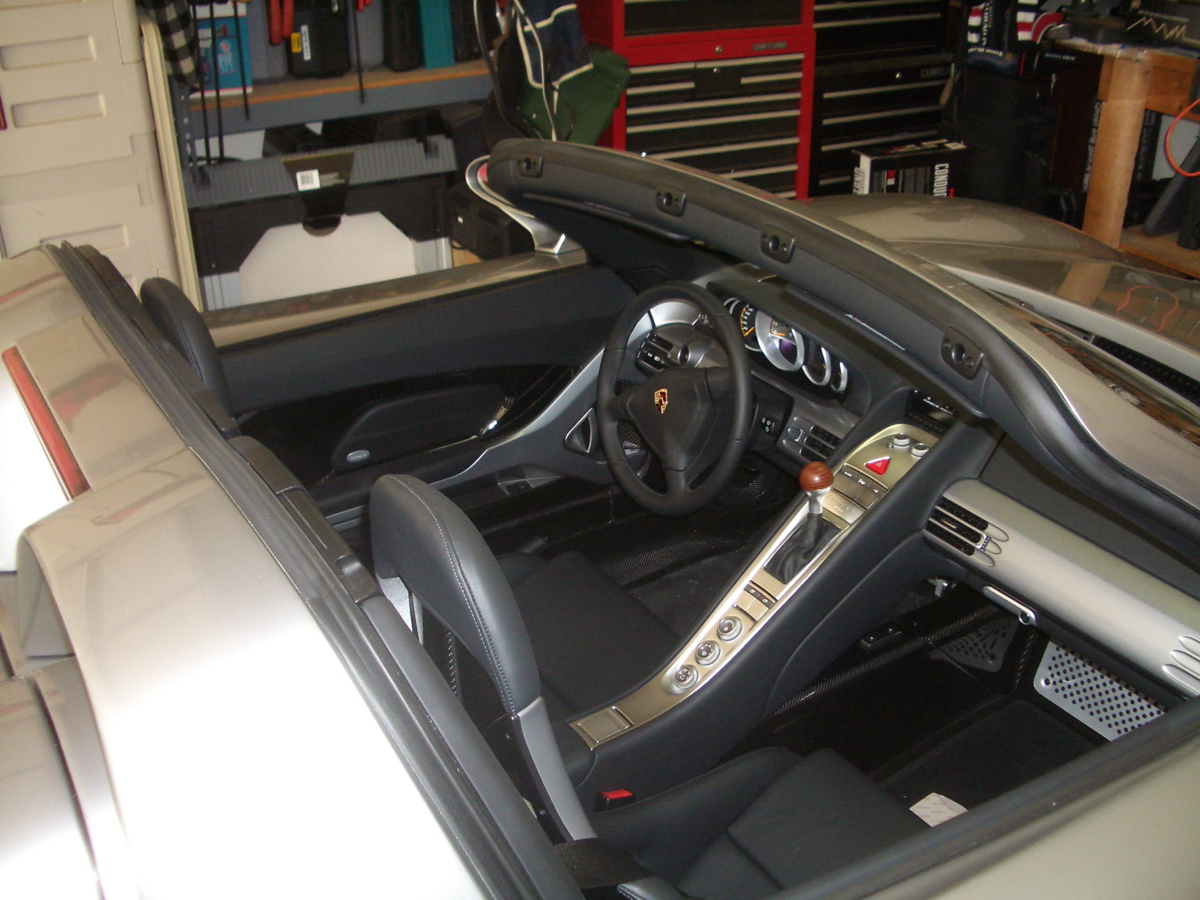
Interni

La potenza è trasmessa all'asse posteriore mediante un cambio manuale a 6 marce: la Casa non ritenne opportuno utilizzare altri tipi di trasmissione disponibili all'epoca per le sue automobili, cioè il cambio automatico Tiptronic S della 911 (poco adatto alle prestazioni) e il cambio PDK, fino ad allora impiegato solo per uso agonistico e in quel periodo ancora in fase di sviluppo per l'uso stradale.
Da notare che l'ex pilota di rally Walter Röhrl contribuì a impostare l'assetto della Carrera GT, anche grazie a numerosi giri di prova sulla Nordschleife del circuito del Nürburgring.
La Carrera GT vantava telaio e carrozzeria realizzate in fibra di carbonio: la fibra di carbonio unisce estrema leggerezza a grande rigidità strutturale e fu questo uno dei primi casi di utilizzo di tale materiale in campo automobilistico per vetture realizzate in serie.
Nel corso dei tre anni di produzione (terminata il 6 maggio 2006) di questa roadster vennero prodotti 1.270 esemplari, di cui 604 destinati al mercato degli Stati Uniti; considerato che si tratta di un veicolo artigianale, praticamente costruito a mano, il prezzo è elevato.
La produzione venne effettuata nello stabilimento di Lipsia, costruito per realizzare dapprima la Porsche Cayenne e in seguito anche la Porsche Panamera.

## Importanza del modello
La Carrera GT ha rappresentato per Porsche una sorta di vettura-laboratorio, dal momento che molte delle soluzioni introdotte su di essa hanno poi influenzato la successiva produzione della casa tedesca: basti pensare all'esteso utilizzo della fibra di carbonio, ai freni in materiale carboceramico, poi adottati come optional su tutte le vetture sportive Porsche, al bullone di serraggio centrale dei cerchi, adottato sulle Porsche 911 GT3 e GT3 RS, o al design della Boxster seconda serie (sigla interna di modello: 981).
| Caratteristiche tecniche - Porsche Carrera GT                                                  | Caratteristiche tecniche - Porsche Carrera GT                                                  | Caratteristiche tecniche - Porsche Carrera GT                                                  | Caratteristiche tecniche - Porsche Carrera GT                               | Caratteristiche tecniche - Porsche Carrera GT                               | Caratteristiche tecniche - Porsche Carrera GT                               |
| ---------------------------------------------------------------------------------------------- | ---------------------------------------------------------------------------------------------- | ---------------------------------------------------------------------------------------------- | --------------------------------------------------------------------------- | --------------------------------------------------------------------------- | --------------------------------------------------------------------------- |
|                                                                                                |                                                                                                |                                                                                                |                                                                             |                                                                             |                                                                             |
| Configurazione                                                                                 |                                                                                                |                                                                                                |                                                                             |                                                                             |                                                                             |
| Carrozzeria: roadster                                                                          | Carrozzeria: roadster                                                                          | Posizione motore: centrale                                                                     | Posizione motore: centrale                                                  | Trazione: posteriore                                                        | Trazione: posteriore                                                        |
| Dimensioni e pesi                                                                              |                                                                                                |                                                                                                |                                                                             |                                                                             |                                                                             |
| Ingombri (lungh.×largh.×alt. in mm): 4601 × 1921 × 1116                                        | Ingombri (lungh.×largh.×alt. in mm): 4601 × 1921 × 1116                                        | Ingombri (lungh.×largh.×alt. in mm): 4601 × 1921 × 1116                                        | Ingombri (lungh.×largh.×alt. in mm): 4601 × 1921 × 1116                     | Diametro minimo sterzata:                                                   | Diametro minimo sterzata:                                                   |
| Interasse: 2730 mm                                                                             | Interasse: 2730 mm                                                                             | Carreggiate: anteriore 1612 - posteriore 1587 mm                                               | Carreggiate: anteriore 1612 - posteriore 1587 mm                            | Altezza minima da terra:                                                    | Altezza minima da terra:                                                    |
| Posti totali: 2                                                                                | Posti totali: 2                                                                                | Bagagliaio:                                                                                    | Bagagliaio:                                                                 | Serbatoio: 88 l                                                             | Serbatoio: 88 l                                                             |
| Masse                                                                                          | / in ordine di marcia: 1.335 kg                                                                | / in ordine di marcia: 1.335 kg                                                                | / in ordine di marcia: 1.335 kg                                             | / in ordine di marcia: 1.335 kg                                             | / in ordine di marcia: 1.335 kg                                             |
| Meccanica                                                                                      |                                                                                                |                                                                                                |                                                                             |                                                                             |                                                                             |
| Tipo motore: V10 a 60° in posizione centrale longitudinale. Rapporto di compressione: 11,0 : 1 | Tipo motore: V10 a 60° in posizione centrale longitudinale. Rapporto di compressione: 11,0 : 1 | Tipo motore: V10 a 60° in posizione centrale longitudinale. Rapporto di compressione: 11,0 : 1 | Cilindrata: 5.663 cm³                                                       | Cilindrata: 5.663 cm³                                                       | Cilindrata: 5.663 cm³                                                       |
| Distribuzione: doppio albero a camme per bancata, 4 valvole per cilindro                       | Distribuzione: doppio albero a camme per bancata, 4 valvole per cilindro                       | Distribuzione: doppio albero a camme per bancata, 4 valvole per cilindro                       | Alimentazione:                                                              | Alimentazione:                                                              | Alimentazione:                                                              |
| Prestazioni motore                                                                             | Potenza: 450 kW (612 CV) a 8.000 giri/min / Coppia: 590 Nm a 5.750 giri/min                    | Potenza: 450 kW (612 CV) a 8.000 giri/min / Coppia: 590 Nm a 5.750 giri/min                    | Potenza: 450 kW (612 CV) a 8.000 giri/min / Coppia: 590 Nm a 5.750 giri/min | Potenza: 450 kW (612 CV) a 8.000 giri/min / Coppia: 590 Nm a 5.750 giri/min | Potenza: 450 kW (612 CV) a 8.000 giri/min / Coppia: 590 Nm a 5.750 giri/min |
| Frizione:                                                                                      | Frizione:                                                                                      | Frizione:                                                                                      | Cambio: manuale a 6 rapporti                                                | Cambio: manuale a 6 rapporti                                                | Cambio: manuale a 6 rapporti                                                |
| Telaio                                                                                         |                                                                                                |                                                                                                |                                                                             |                                                                             |                                                                             |
| Corpo vettura                                                                                  | monoscocca in fibra di carbonio; carrozzeria: in fibra di carbonio                             | monoscocca in fibra di carbonio; carrozzeria: in fibra di carbonio                             | monoscocca in fibra di carbonio; carrozzeria: in fibra di carbonio          | monoscocca in fibra di carbonio; carrozzeria: in fibra di carbonio          | monoscocca in fibra di carbonio; carrozzeria: in fibra di carbonio          |
| Sterzo                                                                                         | a cremagliera con servosterzo                                                                  | a cremagliera con servosterzo                                                                  | a cremagliera con servosterzo                                               | a cremagliera con servosterzo                                               | a cremagliera con servosterzo                                               |
| Freni                                                                                          | anteriori: a disco / posteriori: a disco in materiale carboceramico                            | anteriori: a disco / posteriori: a disco in materiale carboceramico                            | anteriori: a disco / posteriori: a disco in materiale carboceramico         | anteriori: a disco / posteriori: a disco in materiale carboceramico         | anteriori: a disco / posteriori: a disco in materiale carboceramico         |
| Prestazioni dichiarate                                                                         |                                                                                                |                                                                                                |                                                                             |                                                                             |                                                                             |
| Velocità: 330 km/h                                                                             | Velocità: 330 km/h                                                                             | Velocità: 330 km/h                                                                             | Accelerazione: 0-100 km/h: 3,9 secondi; 0-200 km/h: 9,9 secondi             | Accelerazione: 0-100 km/h: 3,9 secondi; 0-200 km/h: 9,9 secondi             | Accelerazione: 0-100 km/h: 3,9 secondi; 0-200 km/h: 9,9 secondi             |